# Sylvester Igboun
Sylvester „Sly“ Emeka Igboun (* 8. September 1990 in Lagos) ist ein nigerianischer Fußballspieler.

## Karriere

### Verein
Igboun kam in der Jugend nach Dänemark zum FC Midtjylland. Im April 2010 stand er im Cup gegen den Hobro IK erstmals im Profikader von Midtjylland. Im selben Monat debütierte er für die Profis in der Superliga, als er am 29. Spieltag der Saison 2009/10 gegen den Randers FC in der 73. Minute für Babajide Collins Babatunde eingewechselt wurde. Dies blieb sein einziger Saisoneinsatz. In der Saison 2010/11 konnte er sich schließlich im dänischen Profifußball durchsetzen und kam zu 31 Einsätzen in der Superliga, in denen er sechs Tore erzielte. In sechs Erstligaspielzeiten in Midtjylland kam er zu 147 Einsätzen, in denen er 41 Tore erzielte. In der Saison 2014/15 wurde er mit dem Verein dänischer Meister, zum Meistertitel steuerte er neun Tore bei und war somit der zweitbeste Torschütze seines Teams.
Zur Saison 2015/16 wechselte Igboun nach Russland zum FK Ufa. In seiner ersten Spielzeit in der Premjer-Liga kam er zu 25 Einsätzen für Ufa und erzielte hierbei vier Tore. In der Saison 2016/17 erzielte er drei Tore in 24 Einsätzen, 2017/18 sieben in 26. In der Saison 2018/19 kam er auf neun Tore in 27 Saisoneinsätzen.
Im September 2019 wurde Sly innerhalb der Liga an den FK Dynamo Moskau verliehen. Bis zum Ende der Leihe kam er zu 20 Einsätzen für Dynamo, in denen er zwei Tore erzielte. Im August 2020 verpflichteten die Moskauer Igboun fest. In der Saison 2020/21 kam er zu 17 Einsätzen, in denen er ein Tor machte. In der Saison 2021/22 spielte er bis zur Winterpause zehnmal. Im Januar 2022 löste er seinen Vertrag in Moskau auf. Danach wechselte er im Februar 2022 zum Ligakonkurrenten FK Nischni Nowgorod. Für Nischni Nowgorod kam er zu einem Ligaeinsatz, ehe sein Vertrag nach nicht einmal einem Monat beim Verein Mitte März 2022 wieder aufgelöst wurde.
Im September 2022 wechselte er nach einem halben Jahr Vereinslosigkeit zum indischen Erstligisten NorthEast United FC.

### Nationalmannschaft
Igboun debütierte im September 2015 für die nigerianische A-Nationalmannschaft, als er in der Qualifikation zum Afrika-Cup gegen Tansania in der 36. Minute für Lukman Haruna eingewechselt wurde.